# Арлийн Франсис
Арлийн Франсис (на английски: Arlene Francis) е американска актриса, радио водеща и участничка в телевизионното предаване „Каква е моята професия“ (What's My Line?) в продължение на 25 години – от 1950 г. до средата на 1970-те. 

## Биография
Нейният баща е от арменски произход. На 16-годишна възраст той учи изкуства в Париж, когато узнава за смъртта на родителите си и имигрира в САЩ, където работи като фотограф портретист. Когато Арлийн е на 7 години, той мести семейството си в Ню Йорк и тя остава там до 1995 година.
Арлийн участва в 25 шоута на Бродуей и става известна като радио водеща в различни програми в течение на няколко десетилетия. Участва и в няколко игрални филма. През 1978 година пише автобиография „Арлийн Франсис: мемоари“. Женена е два пъти и има един син.

## Избрана филмография
| Година | Филм          | Оригинално заглавие | Роля            | Режисьор     |
| ------ | ------------- | ------------------- | --------------- | ------------ |
| 1961   | Раз, два, три | One, Two, Three     | Филис Макнамара | Били Уайлдър |